# Tom Killin
Tom Killin es un multi deportista paralímpico británico.

## Biografía
Killin nació el 30 de marzo de 1950 en Edimburgo. Quedó paralizado después de un accidente de tráfico a la edad de 17 años.

## Carrera
Ganó dos medallas en los Juegos de la Mancomunidad de 1970. También representó a Escocia y Gran Bretaña en tenis de la mesa adaptado y  baloncesto en silla de ruedas durante 12 años, incluso ganando una medalla de plata individual en el campeonato mundial de tenis de mesa. Su primera participación paralímpica fue en los Juegos de verano de 1980, donde ganó dos medallas de plata en Esgrima en silla de ruedas. También compitió en los paralímpicos de verano de 1984.
Inicialmente se unió al Braehead Curling Club en 2003. En 2005 representó a Escocia en el Campeonato Mundial de curling en silla de ruedas en un equipo que incluía a Frank Duffy, Ken Dickson, Angie Malone y Michael McCreadie. Ganaron la medalla de oro y fueron seleccionados para competir por Gran Bretaña en el primer evento paralímpico de curling adaptado celebrado en invierno de 2006 en Turín, Italia. Durante el torneo paralímpico, Gran Bretaña ganó sus juegos de grupo contra los equipos de Dinamarca, Suecia, Italia y los Estados Unidos, y perdió los partidos contra Suiza, Noruega y Canadá. Su registro de cuatro victorias y tres pérdidas significó que terminaron la etapa de grupo en el segundo lugar y avanzaron a la ronda de medallas. Vencieron a Suecia en la semifinal, pero perdieron ante Canadá 7-4, quedándose con la medalla de plata.   En 2010, fue nuevamente parte del equipo de curling en silla de ruedas paralímpicos de Gran Bretaña. El equipo, que también presentó a Michael McCreadie como Skip, Angela Malone, Aileen Neilson y James Sarlar, había terminado en quinto lugar en los Campeonatos Mundiales de 2009. Gran Bretaña ganó tres de sus nueve juegos de grupos, venciendo a los equipos de Suiza, Alemania y Japón. Terminaron en la sexta posición, lo que significó que quedarían fuera de los partidos de medallas.